# Nationalisme mandchou

Le drapeau du Mandchoukouo, l'État principalement associé au nationalisme mandchou.

Le nationalisme mandchou (en chinois : 满洲民族主义) renvoie au nationalisme ethnique du peuple mandchou ou au nationalisme territorial des habitants de la Mandchourie, quelle que soit leur origine ethnique.

## Vue d'ensemble
Tout en gouvernant la Chine historique, la dynastie Qing dirigée par les Mandchous favorise une identité commune, « mandchoufiant » parmi les membres des Huit Bannières, ses principales forces militaires. Les Mandchous sont alors fortement associés au système des bannières, même s'il y a aussi des bannières mongoles et chinoises Han. L'identité Banner n'est pas encore raciale ou nationale, mais elle divise encore fortement le peuple Banner, majoritairement mandchou, qui est surtout des civils chinois principalement Han de la dynastie Qing. Ce fossé se creuse avec le renversement de la dynastie Qing en 1912, et la fondation de la république de Chine. Par la suite, l'identité ethnique prend beaucoup d'importance, et les Banner doivent décider s'ils s'identifient comme mandchou, chinois han ou mongol. Beaucoup de Mongols ou de Chinois Han choisissent d'être classés comme mandchous, en particulier dans le nord de la Chine, et les descendants des Banner sont généralement appelés Manzu (« groupe ethnique mandchou »).
En tant que partisans de l'ancienne dynastie Qing, les Banner (ou groupes associés aux Mandchous) sont privés de pouvoir et victimes de discrimination dans la nouvelle République. De nombreux nobles Qing commencent donc à conspirer contre les nouvelles autorités, et l'idée d'un nationalisme mandchou prend de l'importance. L'une des premières tentatives de création d'une politique mandchoue est celle de Shanqi, le prince Su, qui essaye de créer un État séparatiste en Mongolie intérieure avec l'aide du Japon en 1912. Son entreprise n'était cependant pas motivée par le nationalisme, mais par le désir de voir la monarchie rétablie sous le règne de Puyi. En général, les groupes anti-républicains fondés par le peuple Banner, principalement le parti royaliste, sont d'abord plus motivés par le monarchisme, le conservatisme et le révisionnisme que par la réalisation du nationalisme mandchou. Le nationalisme et l'indépendance de la Mandchourie sont cependant fortement encouragés par l'empire du Japon, dont le but était d'affaiblir et de diviser la Chine. Dès 1916, l'armée japonaise du Guandong essaye d'utiliser le parti royaliste et Zhang Zuolin (qui revendique des bannières chinoises Han) pour promouvoir l'indépendance de la Mandchourie. Après l'invasion japonaise de la Mandchourie en 1931, le prince Qing et l'associé du parti royaliste Puwei se rendent à Shenyang et demandent aux « Mandchous de gouverner la Mandchourie » en coopération avec le Japon. Cependant, les Japonais n'acceptent pas qu'il se proclame chef du mouvement indépendantiste mandchou, et le mettent à l'écart après la fondation du Mandchoukouo.
En effet, l'implication importante et opportuniste du Japon dans le mouvement pour l'indépendance de la Mandchourie conduit l'historien David Egler à qualifier le nationalisme mandchou d'« artificiel ». Il soutient qu'il s'agissait essentiellement d'un outil de propagande pour justifier l'intervention, l'occupation et la colonisation de la Mandchourie par les Japonais sur la base de la « minzoku kyowa« » (« harmonie raciale ») entre les Mandchous, les Chinois Han, les Japonais et d'autres peuples dans la région. Avec la fondation du Mandchoukouo, le nationalisme mandchou devient un nationalisme territorial ou interethnique de tous les habitants de la Mandchourie, et ne se limite plus aux Mandchous.